# Arpheuilles (Indre)
Arpheuilles ist eine französische Gemeinde mit 238 Einwohnern (Stand: 1. Januar 2022) im Département Indre in der Region Centre-Val de Loire. Sie gehört zum Arrondissement Châteauroux und zum Kanton Buzançais.

## Geographie
Die Gemeinde Arpheuilles liegt am Flüsschen Ozance, etwa 34 Kilometer westnordwestlich von Châteauroux. Sie grenzt im Nordwesten und Norden an Clion, im Norden und Nordosten an Palluau-sur-Indre, im Nordosten und Osten an Saint-Genou, im Südosten an Sainte-Gemme, im Süden an Saulnay sowie im Südwesten und Westen an Villiers.

## Bevölkerungsentwicklung
| Jahr                       | 1962 | 1968 | 1975 | 1982 | 1990 | 1999 | 2011 | 2020 |
| Einwohner                  | 527  | 478  | 405  | 287  | 273  | 253  | 237  | 228  |
| Quellen: Cassini und INSEE |      |      |      |      |      |      |      |      |

## Sehenswürdigkeiten

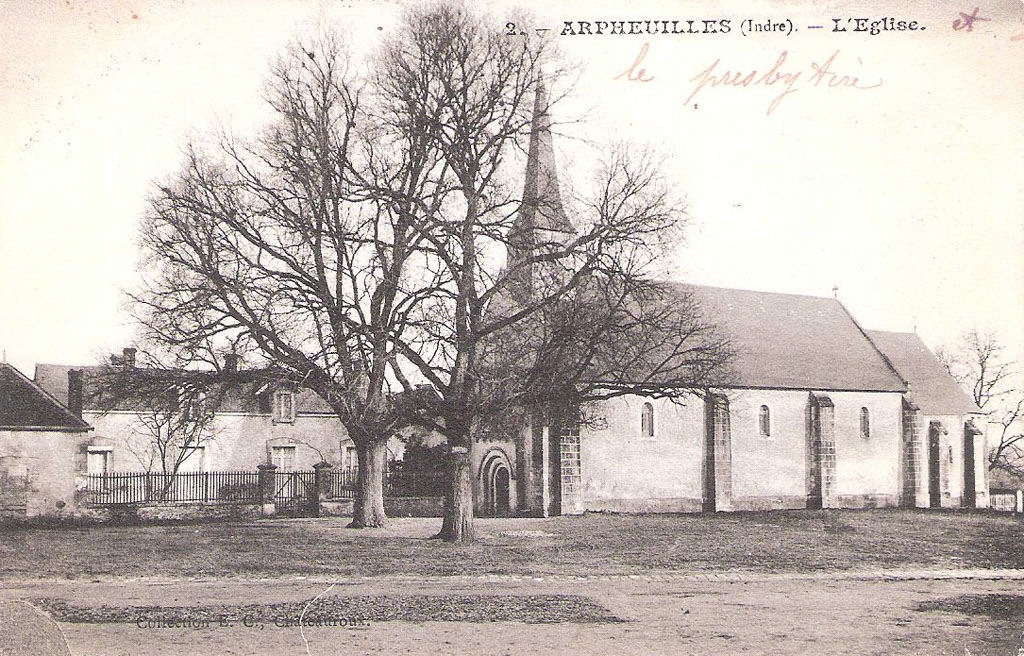
Kirche Saint-Hilaire auf einer Postkarte um 1910

- Kirche Saint-Hilaire